# Kika (Moloundou)
Pour les articles homonymes, voir Kika (homonymie).
Kika est un village du Cameroun situé dans le département du Boumba-et-Ngoko et la région de l'Est, à proximité de la frontière avec la république du Congo. Il fait partie de la commune de Moloundou.

## Population
Lors du recensement de 2005 on y dénombrait 2 562 habitants.

## Économie et transport
Le village de Kika est doté d'une entreprise forestière italienne, d'un port fluvial sur le Ngoko (ou Dja) et d'un aérodrome, liés à l'exploitation forestière. Des artisans miniers y pratiquent l'extraction de l'or avec peu de moyens.